# Battaglia del Raxa
La battaglia del Raxa fu una battaglia combattuta sul fiume omonimo (attuale Recknitz) nel 955 d.C. fra le truppe germaniche comandate da Ottone I di Sassonia e una coalizione formata da Obodriti, Veleti e altre tribù slave comandate dai samtherrscher obodriti Stoignew e suo fratello Nakon.
La battaglia si concluse con la vittoria delle truppe germaniche e l'uccisione del capo obodrita Stoignew e costituì una tappa fondamentale nella cristianizzazione dei popoli slavi.
La principale fonte storica sulla battaglia è fornita da Vitichindo di Corvey nella sua cronaca detta Rerum gestarum Saxonicarum.

## Antefatto
Agli inizi del 955 il duca sassone Wichmann II il Giovane, insieme al fratello Ecberto il Guercio, da sempre oppositori di Ottone, si ribellarono contro lo zio Ermanno Billung, al tempo viceduca di Sassonia e margravio della marca dei Billunghi nonché fedele alleato di Ottone. Ai primi di marzo Wichmann e suo fratello entrarono in Sassonia e saccheggiarono varie città dell'Angria. Fra marzo e aprile Ermanno Billung tentò di contrastare i fratelli ribelli, ma senza successo. Essi infatti avevano trovato sostegno e alleanza nei popoli slavi a nord dell'Elba, Abodriti, Veleti e altri, che erano stati conquistati da Ottone.
Nell'estate del 955 Ottone intervenne con il suo esercito in Baviera che era stata invasa dai Magiari che avevano posto l'assedio di Augusta lungo il fiume Lech. Pur numericamente superiori, i Magiari vennero pesantemente sconfitti il 10 agosto nella battaglia di Lechfeld sul pianoro omonimo.
All'indomani della notizia della schiacciante vittoria di Ottone contro i magiari, gli slavi cercarono di trattare con questo promettendo tributi e pace, a patto che le terre da loro invase restassero loro assegnate. Ottone non accettò la proposta, chiedendo invece il pagamento dei danni arrecati e la sottomissione. Al rifiuto di queste richieste Ottone condusse il suo esercito a nord effettuando varie incursioni nei territori dei ribelli. Dopo una marcia di circa 300 chilometri, il 15 ottobre, ad un guado del fiume Recknitz presso la moderna città di Ribnitz-Damgarten, l'esercito di Ottone si trovò la strada sbarrata da un imponente esercito di Obodriti e loro alleati, guidato dai due principi fratelli Stoignew e Nakon.

## Battaglia
Ottone e i suoi comandanti capirono subito che la loro posizione era tatticamente sfavorevole rispetto a quella dei nemici che si trovavano su un alto terrapieno protetto ai lati dal fiume e dalle paludi. D'altra parte essi non potevano nemmeno aspettare troppo, in quanto erano scarsi a viveri e la loro rapida avanzata li aveva portati lontani da possibili linee di rifornimento. Ottone decise pertanto di inviare il margravio Gero con una parte del suo esercito e degli alleati Rani qualche chilometro a monte del fiume per costruire dei ponti di barche. Quando Gero informò Ottone di aver ultimato la costruzione di tre pontoni, questo diede ordine alle sue truppe a cavallo di attraversare i ponti ed attaccare gli Obodriti sul fianco. Contemporaneamente le truppe di fanteria germaniche, protette dagli arcieri, attraversarono il guado e si lanciarono in un attacco frontale. Gli Obodriti, presi a tenaglia su due lati, non ressero l'impatto e si ritirarono scompostamente. In questa ritirata il principe Obodrita Stoignew rimase ucciso da un certo Hosed, il quale lo intercettò in un bosco assieme a due suoi uomini; al principe venne tagliata la testa e portata al sovrano e, per questo, Hosed divenne celebre e fu ricompensato con il reddito di venti mansuum.

## Conseguenze
Dopo la battaglia la repressione attuata da Ottone fu molto dura. Vitichindo ricorda che, una volta conquistato l'accampamento nemico Ottone fece decapitare 700 prigionieri attorno alla testa tagliata di Stoignew, inoltre al consigliere di Stoignew furono strappati gli occhi e la lingua, venne poi abbandonato da solo in mezzo ai cadaveri dei compagni uccisi.
Wichmann ed Ecberto riuscirono a fuggire e si rifugiarono in Francia dal duca Ugo il Grande, ma non è noto se abbiano partecipato alla battaglia o siano fuggiti prima.
Il risultato finale di questa vittoria fu la sottomissione degli Obodriti per i 27 anni successivi e l'imposizione di una rete di fortificazioni e guarnigioni germaniche in tutti i loro territori. Inoltre, nel periodo immediatamente successivo vennero istituite delle sedi vescovili nei territori slavi che fino ad allora ne erano privi, iniziando di fatto l'opera di conversione al cristianesimo di quelle popolazioni. Fra queste una sede importante fu il vescovado di Oldemburg costruito nel 968 nella città Obodrita di Starigard.